# إعصار ليلي (1996)
إعصار ليلي هو إعصار طويل العمر نسبيًا من موسم أعاصير المحيط الأطلسي لعام 1996 والذي أثر على بلدان من إلى المملكة المتحدة. تشكل ليلى في يوم 14 أكتوبر 1996 من موجة استوائية خرجت من ساحل غرب أفريقيا في يوم أكتوبر أكتوبر. بعد تشكل العاصفة، تزايدت قوة إعصار ليلى تدريجيًا، حيث وصل أولاً إلى حالة العاصفة الاستوائية في 16 أكتوبر ثم إلى حالة الإعصار في 17 أكتوبر. و في اليوم التالي يوم 18 أكتوبر، ضرب الإعصار كوبا وانتقل عبر الجزء الأوسط من الجزيرة، وهو أول إعصار يضرب البلاد منذ إعصار كيت في عام 1985. بعد ظهوره في المحيط الأطلسي، تسارع الإعصار باتجاه الشمال الشرقي، وبلغ ذروته لفترة وجيزة بكفئة 3 أعاصير على مقياس أعاصير سافير سيمبسون بالقرب من جزر البهاما . لمدة أسبوع كامل تقريبًا، تأرجح إعصار ليلي في شدته بينما كان يتقلب عدة مرات في سرعته الأمامية. مر حوالي أسبوعين قبل أن يتحول الاعصار إلى عاصفة خارج المدارية شمال جزر الأزور في 27 أكتوبر، والذي انتقلت بعد ذلك عبر أيرلندا وبريطانيا العظمى.
في الفترة الاولى من انطلاقه، تسبب الاعصار في حدوث فيضانات في أمريكا الوسطى أدت إلى تشريد الآلاف ومقتل 14 شخصًا . كانت الأضرار أكبر في كوبا، بسبب هطول الأمطار الغزيرة الناجمة عن الإعصار والتي بلغ مجموعها 29.41 درجة. (747مم). وتأثر بالإعصار 11مقاطعاة كوبية، تسبب الاعصار في أضرار ل92542 منزلاً وتدمير 6369 منزلاً آخر. وألحقت الأمطار أضرارًا جسيمة بمحاصيل قصب السكر والموز، وقدرت الأضرار الإجمالية في البلاد بمبلغ 362 مليون دولارًا (دولار أمريكي 1996). بعد  تم إجلاء 269995 شخص قبل وصول ليلى، ولم تكن هناك وفيات في البلاد. وفي ولاية فلوريدا القريبة، لقي شخص حتفه بعد أن جرفته مياه الصرف الصحي أثناء هطول الأمطار الغزيرة الناجمة عن العاصفة. كما غذت الرطوبة عاصفة ضربت شمال شرق الولايات المتحدة، مما ساهم بشكل غير مباشر في الوفاة عندما حاول رجل في ولاية ماين القيادة عبر طريق غمرته المياه. ولم تكن الأضرار في جزر البهاما جسيمة، واقتصرت على بعض الأسطح المتضررة والأشجار المتساقطة. عندما ضربت بقايا ليلي أيرلندا والمملكة المتحدة، أنتجت رياحًا قوية وأمواجًا عالية ألحقت أضرارًا بمئات المنازل، وتسببت في خسائر بقيمة مليون 300 دولار.  ( دولار أمريكي 1996) وستة وفيات.

## تاريخ الأرصاد الجوية

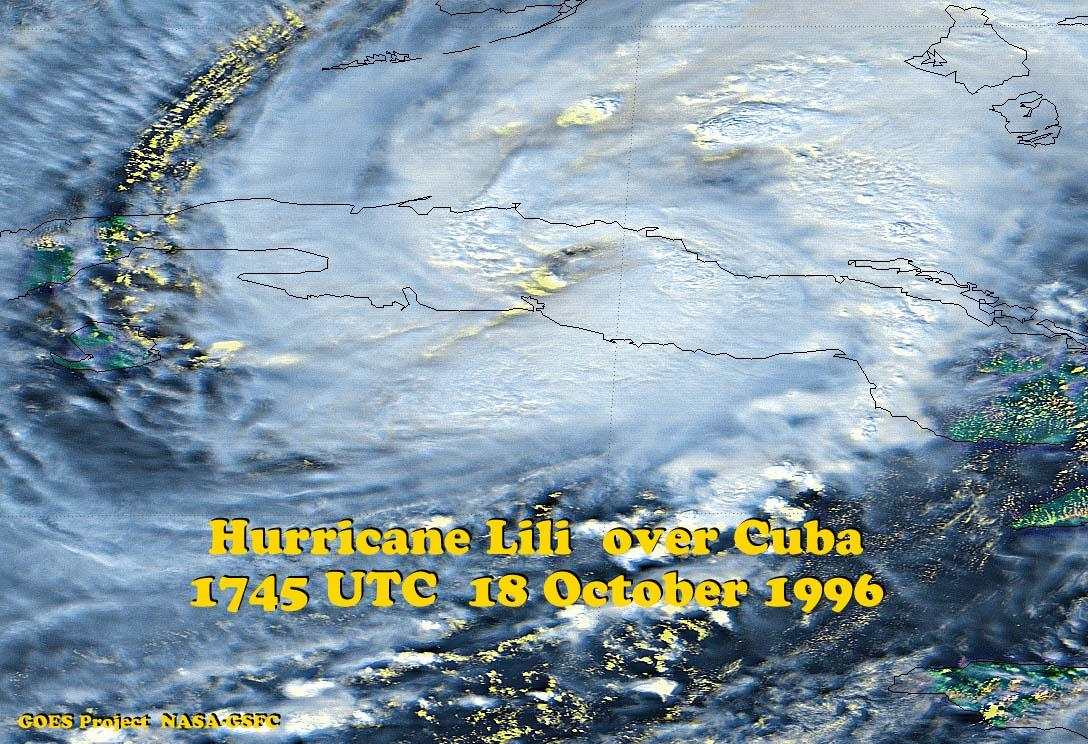
إعصار ليلي فوق كوبا في 18 أكتوبر

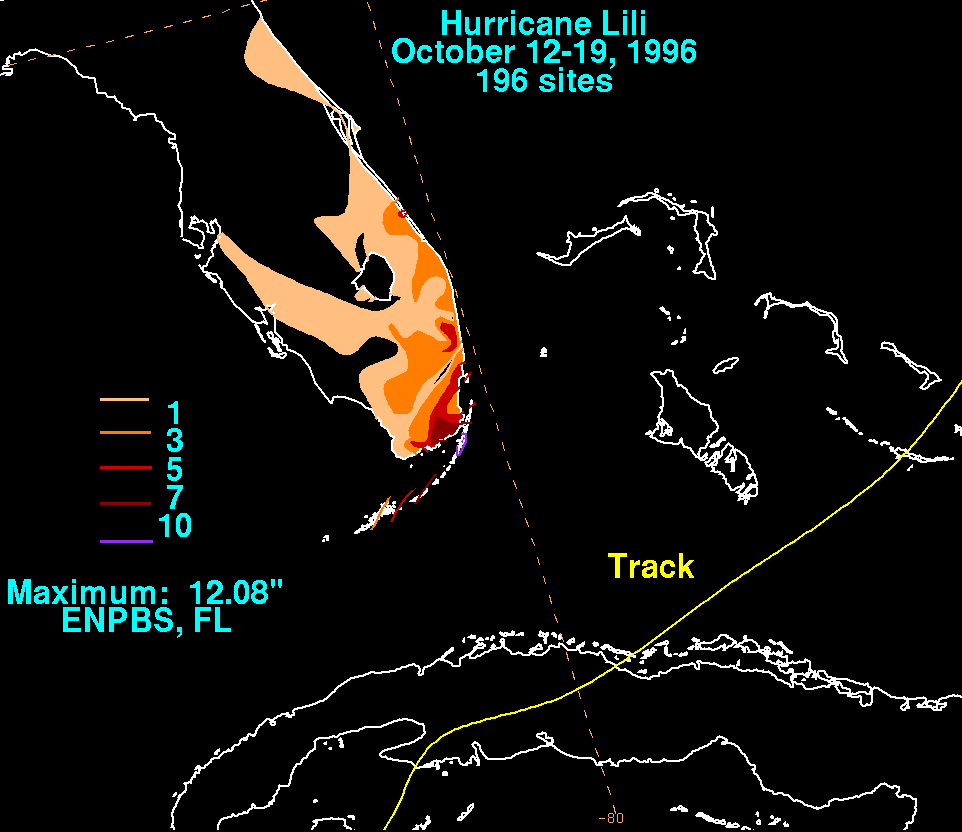
هطول أمطار ليلي في فلوريدا